# Trinomys yonenagae
Trinomys yonenagae là một loài động vật có vú trong họ Echimyidae, bộ Gặm nhấm. Loài này được Rocha miêu tả năm 1995.

## Hình ảnh

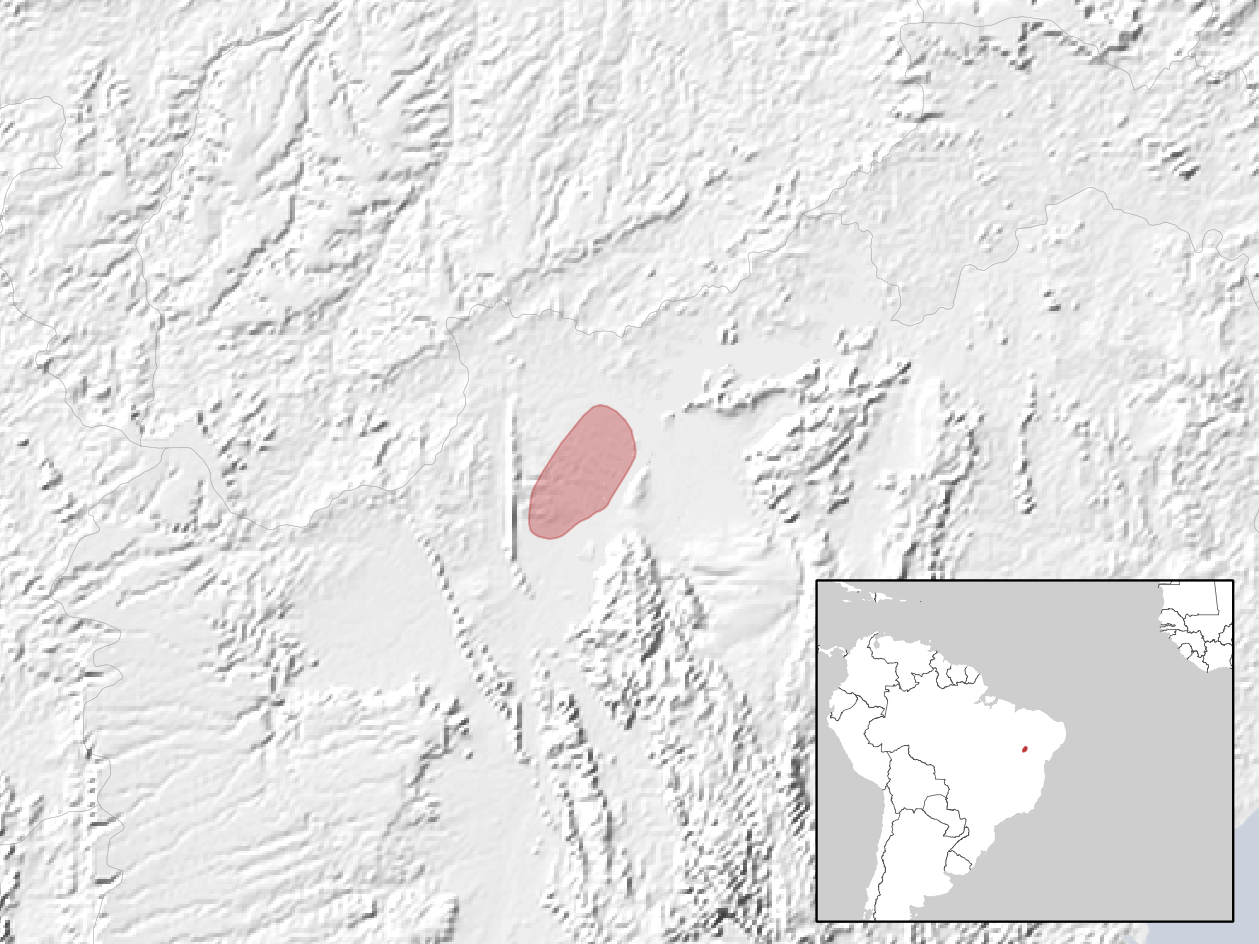